# 拉德贝根
拉德贝根是德国北莱茵-威斯特法伦州的一个市镇。总面积52.34平方公里，总人口6392人，其中男性3166人，女性3226人（2011年12月31日），人口密度122人/平方公里。